# يو إف سي 97
يو إف سي 97: ريدمبشن (بالإنجليزية: UFC 97: Redemption)‏ (يجب عدم الخلط بينه وبين يو إف سي 17: ريدمبشن) هو حدث لفنون القتال المختلطة نظمته يو إف سي، أُقيم في 18 أبريل 2009، على مركز بيل في مونتريال، كيبك، كندا.